# Llista de peixos de Colorado
Aquesta llista de peixos de Colorado inclou 30 espècies de peixos que es poden trobar actualment a Colorado (Estats Units) ordenades per l'ordre alfabètic de llurs noms científics.

## A
- Anguilla rostrata
- Archoplites interruptus[1]

## C
- Catostomus catostomus
- Catostomus discobolus
- Catostomus platyrhynchus
- Catostomus plebeius
- Chrosomus eos
- Couesius plumbeus
- Cyprinella lutrensis

## E

Localització de Colorado als Estats Units

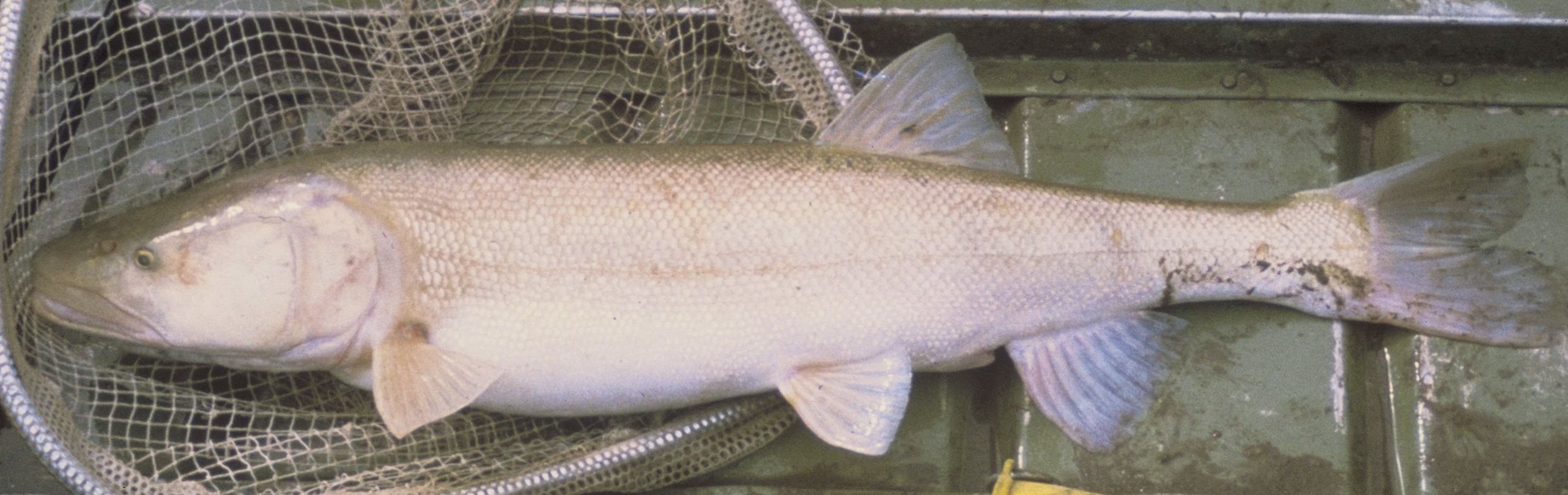
Ptychocheilus lucius

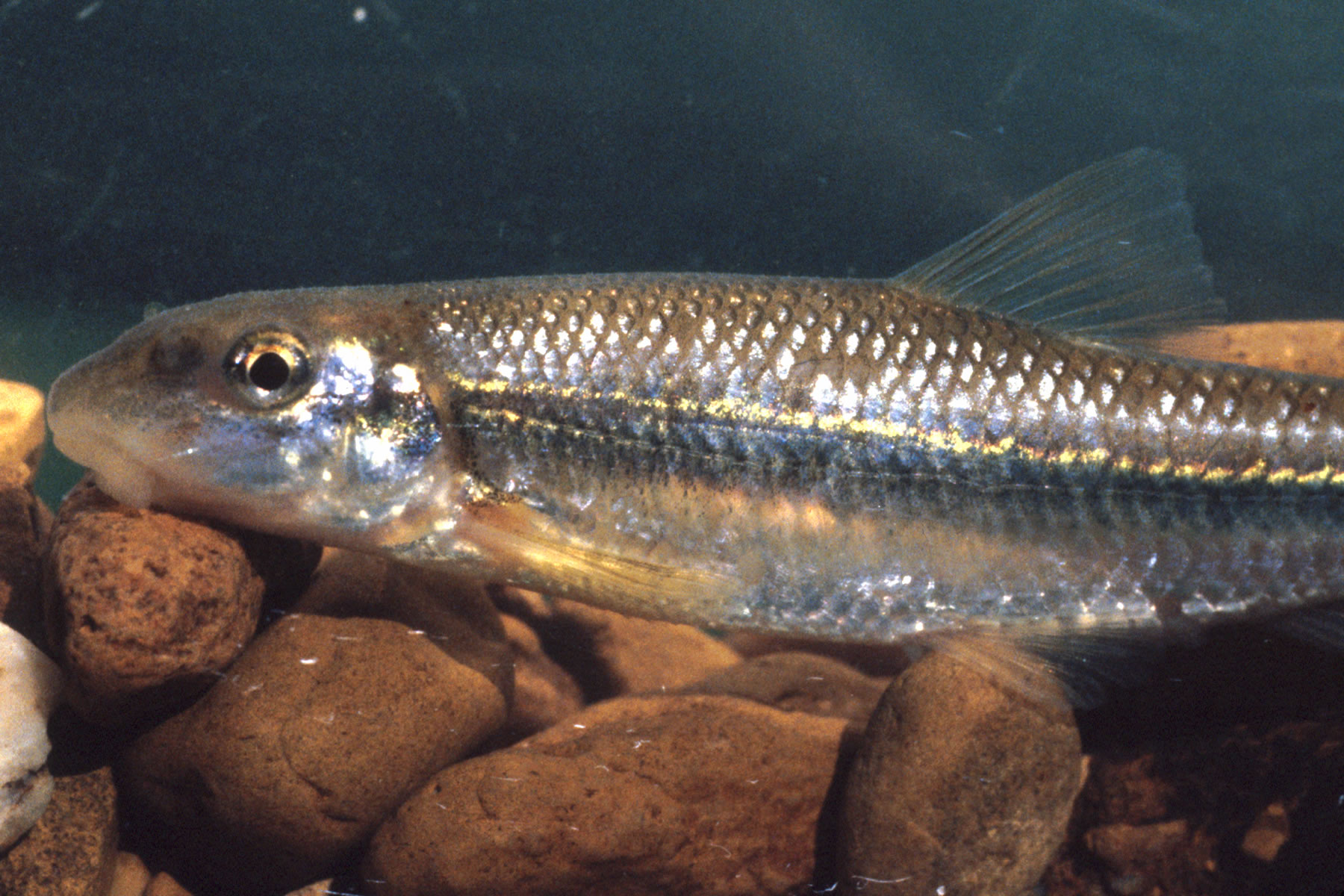
Phenacobius mirabilis

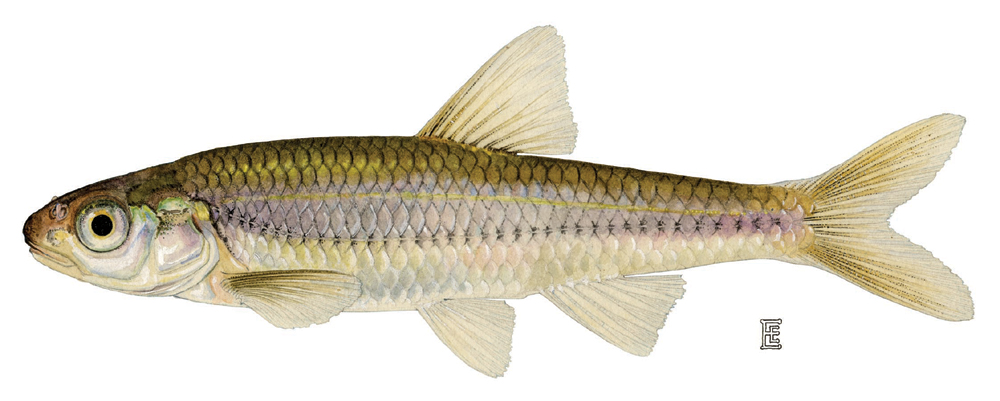
Notropis stramineus

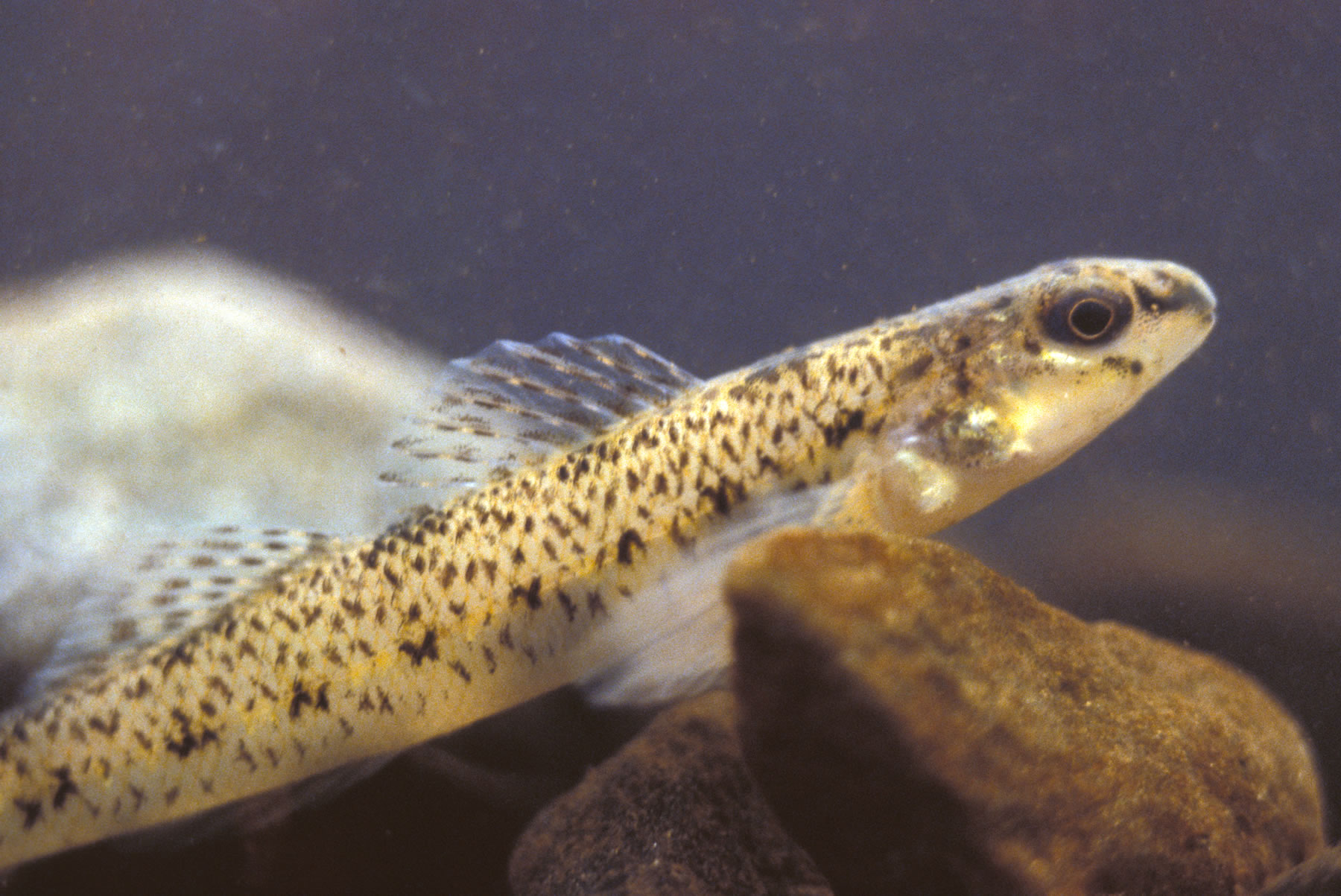
Etheostoma nigrum

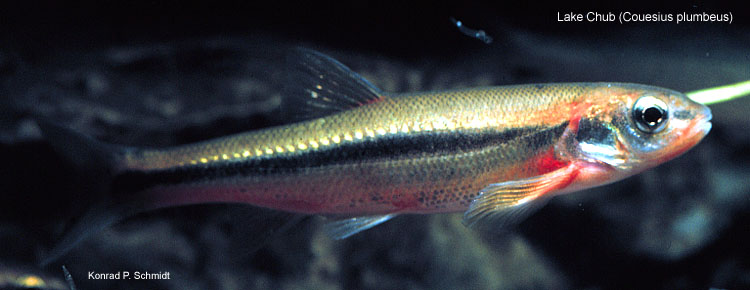
Couesius plumbeus

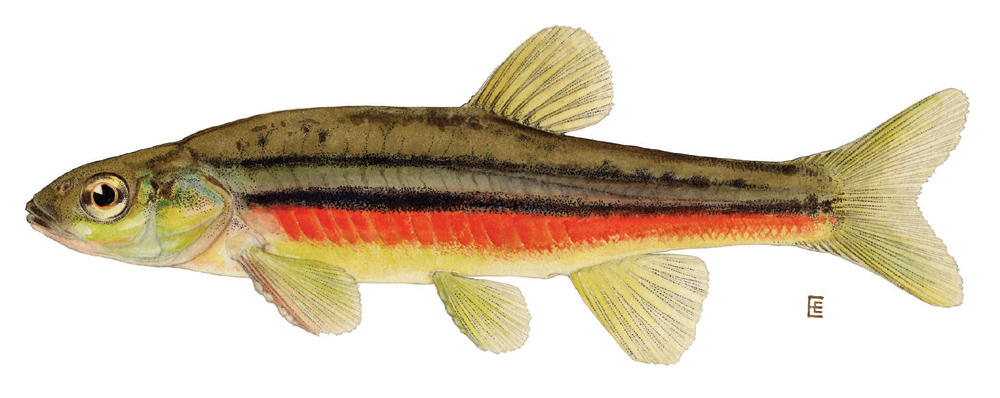
Chrosomus eos

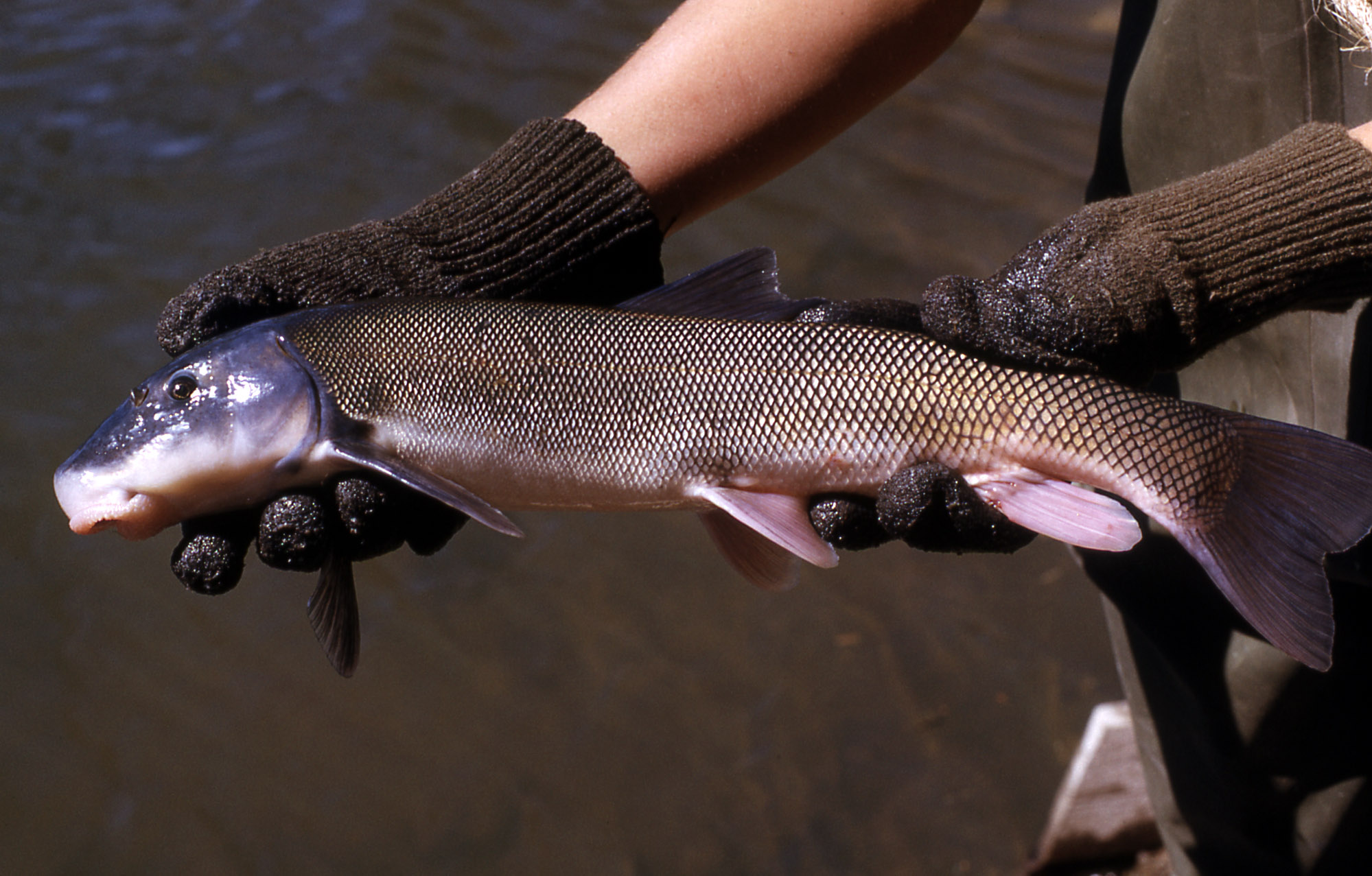
Catostomus platyrhynchus

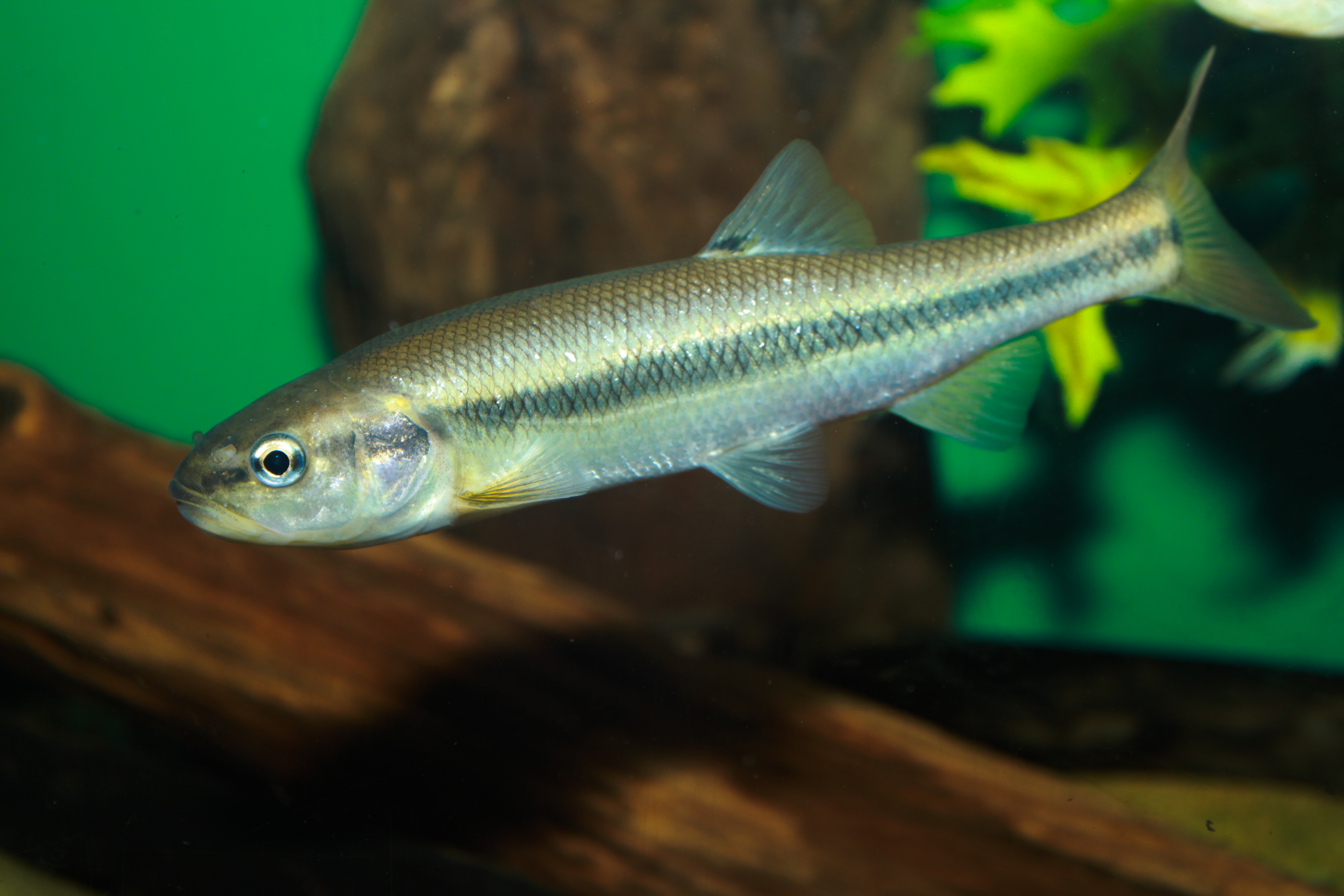
Semotilus atromaculatus

- Esox americanus americanus
- Etheostoma cragini
- Etheostoma exile
- Etheostoma nigrum

## F
- Fundulus kansae

## G
- Gila cypha
- Gila elegans
- Gila pandora
- Gila robusta

## N
- Nocomis biguttatus
- Notropis blennius
- Notropis dorsalis
- Notropis shumardi
- Notropis stramineus

## O
- Oreochromis aureus
- Oreochromis mossambicus

## P
- Phenacobius mirabilis
- Ptychocheilus lucius[2]

## R
- Rhinichthys falcatus

## S
- Semotilus atromaculatus

## T
- Thymallus arcticus[3]